# Károly-csapatkereszt
A Károly-csapatkereszt (németül: Karl-Truppenkreuz) az Osztrák–Magyar Monarchia katonai emlékérem kitüntetése volt.
IV. Károly király által 1916-ban alapított háborús emlékérem, amelyet az első világháborúban teljesített katonai szolgálat során lehetett kiérdemelni.

## Leírása
A kitüntetés keresztje cinkből készült. A keresztet körbeöleli egy koszorú. A kereszt elülső felén a latin „GRATI PRINCEPS ET PATRIA, CAROLVS IMP.ET REX” szöveg olvasható, amelynek jelentése: „ Az uralkodó és a haza hálája, Károly Császár és Király”. Hátoldalán az Osztrák császári korona és magyar Szent Korona látható, alattuk a „C” Carolus, ami Károlyt jelent, a „VITAM ET SANGVINEM” (Életünket és vérünket) mondat olvasható és a dátum: MDCCCCXVI (1916).
A kereszt az 1813–1814-es Hadseregkereszt, hétköznapi nevén „Ágyúkereszt” mintájára készült. A kitüntetés egy vörös háromszögletű szalagon lógott, amelynek a szélei keresztben vörös-fehér vékony csíkkal voltak ellátva. Körülbelül 651 000 darab kitüntetés adományozására került sor. A Károly-csapatkereszt igazolt tulajdonosai részére számos jogszabály már régebben bizonyos jogosítványokat, elsőbbséget és kiváltságokat biztosított. Összefoglalja és kiterjeszti e kedvezményeket a tűzharcosok érdemeinek elismeréséről szóló 1938:IV. t. c. Az 1938. évi XIX. t. c. a választójog szempontjából biztosít tulajdonosainak előnyöket.